# Habrocestum algericum
Habrocestum algericum là một loài nhện trong họ Salticidae.
Loài này thuộc chi Habrocestum. Habrocestum algericum được Raymond Comte de Dalmas miêu tả năm 1920.